# John Bossy
John Antony Bossy (* 30. April 1933 in Edmonton; † 23. Oktober 2015) war ein britischer Historiker.

## Leben
John Bossy wurde 1933 in Edmonton, nördlich von London, als Sohn einer römisch-katholischen Familie geboren und wuchs mit Geschwistern auf. Er besuchte das St. Ignatius college, eine jesuitische Schule in Stamford Hill, und studierte später am Queens’ College der University of Cambridge. Dort wurde er von dem Historiker Walter Ullman unterrichtet, welcher prägenden Einfluss auf ihn hatte. Nachdem Bossy von 1954 bis 1956 seinen national service abgeleistet hatte, kehrte er an die University of Cambridge zurück und promovierte 1961. Das Thema seiner Dissertation waren die Beziehungen zwischen elisabethanischen Katholiken und Frankreich.
Von 1962 bis 1966 wurde er am Goldsmiths, University of London tätig. Danach wechselte er an die Queen’s University Belfast, wo er von 1966 bis 1978 tätig wurde. Seine weitere akademische Karriere verbrachte er an der University of York, wo er als Professor lehrte und 2000 emeritiert wurde.
Bossy wurde 1993 zum Fellow der British Academy gewählt. Sein Buch Giordano Bruno and the Embassy Affair erhielt 1991 den Dagger Award der Crime Writers’ Association in der Kategorie „Bestes Sachbuch in der Kriminalliteratur“ (Gold Dagger for Non-Fiction), sowie 1992 der Wolfson History Prize der Wolfson Foundation.

## Veröffentlichungen (Auswahl)
- The English Catholic Community. 1570–1850. Darton, Longman & Todd, London 1975, ISBN 0-232-51284-1.
- als Herausgeber: Disputes and Settlements. Law and Human Relations in the West. Cambridge University Press, Cambridge u. a. 1983, ISBN 0-521-25283-0.
- Christianity in the West. 1400–1700. Oxford University Press, Oxford u. a. 1985, ISBN 0-19-219174-8.
- Giordano Bruno and the Embassy Affair. Yale University Press, New Haven CT u. a. 1991, ISBN 0-300-04993-5 (deutsch: Agent der Königin. Giordano Bruno und die Londoner Botschaftsaffäre 1583–1586. Klett-Cotta, Stuttgart 1995, ISBN 3-608-91620-2).
- Peace in the Post-Reformation (= The Birkbeck Lectures. 1995). Cambridge University Press, Cambridge u. a. 1998, ISBN 0-521-64061-X.
- Under the Molehill. An Elizabethan Spy Story. Yale University Press, New Haven CT u. a. 2001, ISBN 0-300-08400-5.